# Seznam skladatelů vážné hudby, P
Seznam skladatelů vážné hudby podle abecedy:
A – B –
C – Č –
D – E – 
F – G –
H – Ch –
I – J –
K – L –
M – N –
O – P –
Q – R –
Ř – S –
Š – T –
U – V –
W – X –
Y – Z –
Ž

## Pa
- Luis de Pablo (1930)
- Paul Pabst (1854–1897)
- Luděk Pacák (1902–1976)
- Angelo Paccagnini (1930–1999)
- Carmelo Pace (1906–1993)
- Pietro Pace (1559–1622)
- Ubaldo Pacchierotti (1875–1916)
- Francesco Maria Paci (1716–?
- Antonio Francesco Pacini (1778–1866)
- Giovanni Pacini (1796–1867)
- Leonardo Pacini (1885–1937)
- Tadeusz Paciorkiewicz (1916–1998)
- Fredrik Pacius (1809–1891)
- Charles Packer (1810–1883)
- Cornelis Thymanszoon Padbrue (1592–1670)
- Martijn Padding (1956)
- Else Marie Pade (1924)
- Steen Pade (1956)
- Ignacy Jan Paderewski (1860–1941)
- José Padilla Sánchez (1889–1960)
- Juan Gutierrez de Padilla (1590–1664)
- Bartolino da Padova (1365–1405)
- Andrea Padovano (1915–1922)
- Jaime Padros (1926–2007)
- Ferdinando Paër (1771–1839)
- Giuseppe Antonio Paganelli (1710–1762)
- Ercole Paganini (1770–1825)
- Nicolo Paganini (1782–1840)
- Younghi Pagh-Paan (1945)
- Giovanni Maria Pagliardi (1637–1702)
- Giovanni Battista Pagnoncelli (1835–1906)
- Jaime Pahissa (1880–1969)
- Charles Theodore Pachelbel (1690–1750)
- Johann Pachelbel (1653–1706)
- Wilhelm Hieronymus Pachelbel (1686–1764)
- Alois Pachernegg (1892–1964)
- Alexandra Nikolajevna Pachmutova (1929)
- John Knowles Paine (1839–1906)
- Christopher Painter (1962)
- Jacques Paisible (1656–1721)
- Giovanni Paisiello (1740–1816)
- Jacob Paix (1556–1623)
- Eliseo Pajaro (1915–1984)
- Pedro Palacios y Sojo (1739–1799)
- Émile Paladilhe (1844–1926)
- Giovanni Paolo Paladino (15??–1565)
- Antonio Palella (1692–1761)
- Roman Palester (1907–1989)
- Giovanni Pierluigi da Palestrina (1525–1594)
- Zakaria (Zacharia) Paliašvili (1871–1933)
- Oldřich Palkovský (1907–1983)
- Hynek Palla (1837–1896)
- Menelaos Pallandios (1914–1970)
- Sergio Pallante (1957)
- Vincenzo Pallavicini (17??–17??)
- Carlo Pallavicino (16??–1688)
- Herman Palm (1863–1942)
- Athos Palma (1891–1951)
- Silvestro Palma (1754–1834)
- Juliet Palmer (1967)
- Robert Palmer (1915–2010)
- Selim Palmgren (1878–1951)
- José Palomino (1755–1810)
- Lorenzo Palomo (1938)
- Berenguier de Palou (11??–1194)
- Johann Gottfried Wilhelm Palschau (1741–1815)
- Martin Palsmar (1970)
- Stefan Paluselli (1748–1805)
- Antonio Gaetano Pampani (1705–1775)
- Giovanni Antonio Pandolfi Mealli (1620–1669)
- Cenobio Paniagua y Vasques (1821–1882)
- Ettore Panizza (1875–1967)
- Anton Pann (1796–1854)
- Carter Pann (1972)
- Guido Pannain (1891–1977)
- Isabelle Panneton (1955)
- Joseph Panny (1794–1838)
- Auguste Panseron (1796–1859)
- Andrzej Panufnik (1914–1991)
- Roxanna Panufnik (1968)
- Jorma Panula (1930)
- Jorma Panula (1930)
- Giuseppe Paolucci (1726–1776)
- Boris Papandopulo (1906–1991)
- Papavoine (1720–1793)
- Jean Papineau-Couture (1916–2000)
- Guillaume Paque (1825–1876)
- Désiré Páque (1867–1939)
- Pietro Domenico Paradies (1707–1791)
- Maria Theresia von Paradis (1759–1824)
- Robert Paredes (1948–2005)
- Attilio Parelli (1874–1944)
- Paolo Francesco Parenti (1764–1821)
- Ivan Parík (1936–2005)
- Guillaume-Alexis Paris (1756–1840)
- Elias Parish Alvars (1808–1849)
- Alessandro Parisotti (1835–1913)
- William Thomas Parke (1762–1847)
- Clifton Parker (1905–1989)
- Horatio Parker (1863–1919)
- Jim Parker (1934)
- Bernard Parmegiani (1927)
- Ake Parmerud (1953)
- Walter Parratt (1841–1924)
- Ian Parrott (1916)
- Hubert Parry (1848–1918)
- John Parry (1776–1851)
- Joseph Parry (1841–1903)
- John Parry Ddall (1710–1782)
- Boris Parsadanjan (1925–1997)
- Arnošt Parsch (1936)
- Robert Parsons (1535–1572)
- Arvo Pärt (1935)
- Gian Domenico Partenio (1650–1701)
- Harry Partch (1901–1974)
- Ödön Pártos (1907–1977)
- František Xaver Partsch (1760–1822)
- Theodor Pařík (1881–1961)
- Thomas Pasatieri (1945)
- Claude Pascal (1921)
- Antonio Pasculli (1842–1924)
- Henry Bickford Pasmore (1857–1944)
- Niccoló Pasquale (1718–1757)
- Bernardo Pasquini (1637–1710)
- Pierre Passereau (1503–1553)
- Edmind Passy (1789–1870)
- Casimir von Pászthory (1886–1966)
- Miklos Paszti (1928–1989)
- Andrej Filipovič Paščenko (1885–1972)
- Vasilij Alexejevič Paškevič (1742–1797)
- Iván Patachich (1922–1993)
- Francesco Patavino (1478–1556)
- Georg Paterwitz (1730–1803)
- Rogier Pathie (1510–1564)
- Nathaniel Patrick (1569–1595)
- Donald Patriquin (1938)
- Annie Wolson Patterson (1868–1934)
- Franklin Peale Patterson (1871–1966)
- Paul Patterson (1947)
- Jiří Pauer (1919–2007)
- Alex Pauk (1945)
- Josef Paukner (1847–1906)
- Holger Simon Paulli (1810–1891)
- Stephen Paulus (1949)
- Conrad Paumann (1410–1473)
- Bernhard Paumgartner (1887–1971)
- Jean-Engelbert Pauwels (1768–1804)
- Stefano Pavesi (1779–1850)
- Marcela Pavia (1957)
- Matouš Pavlis (1997)
- Alla Pavlova (1952)
- Matvěj Pavlov-Azančejev (1888–1963)
- Stephen Paxton (1735–1787)
- William Paxton (1737–1781)
- Anthony Payne (1936)
- Maggi Payne (1945)
- Jakob Pazeller (1869–1957)

## Pe
- Austen Pears (1836–1900)
- Robert Lucas Pearsall (1795–1856)
- Russell Peck (1945)
- Louis Pecour (1651–1729)
- Gunner Moller Pedersen (1943)
- Jens Wilhelm Pedersen (1939)
- Mogens Pederson (1580–1628)
- Carlos Pedrell (1878–1941)
- Felipe Pedrell (1841–1922)
- Arrigo Pedrollo (1878–1964)
- Carlo Pedrotti (1817–1893)
- Augustin-Philippe Peelaert (1793–1876)
- Flor Peeters (1903–1986)
- Jan Pehel (1852–1926)
- Cyril Pecháček (1899–1949)
- Nikolaj Ivanovič Peiko (1916–1995)
- Peire Cardenal (1180–1278)
- Peirol (1160–1221)
- Cesar Guerra Peixe (1914–1993)
- Jaroslav Pejša (1909–1973)
- Albert Pek (1893–1972)
- Bartolomiej Pekiel (?–1670)
- Josef Pekárek (1758-1820)
- Rik Pelckmans (1953)
- Willem Pelemans (1901–1991)
- Miroslav Pelikán (1922–2006)
- Victor Pelissier (1745–1820)
- Ludvík Pelíšek (1910–1953)
- Joseph Pembaur (1848–1923)
- Francisco de Penalosa (1470–1528)
- James Penberthy (1917–1999)
- Krzysztof Penderecki (1933)
- Manuel Penella (1880–1939)
- Zbigniew Penherski (1935)
- Miloslav Pěnička (1935)
- Leonard Pennario (1924–2008)
- Henri Pensis (1900–1958)
- Franz Xaver Pentenrieder (1813–1867)
- Barbara Pentland (1912–2000)
- August Pepöck (1887–1967)
- Ernst Pepping (1901–1981)
- Johann Christoph Pepusch (1667–1752)
- Mario Peragallo (1910–1996)
- Marco Giuseppe Peranda (1625–1675)
- Francisco de Peraza (1564–1598)
- Ronald Perera (1941)
- David Perez (1711–1778)
- Félix Pérez Cardozo (1908–1973)
- Bartolomeo Pérez Casas (1873–1956)
- Osman Perez-Freire (1880–1930)
- Karl von Perfall (1824–1907)
- Moses Pergament (1893–1977)
- Ruwim Pergament (1906–1965)
- Richard von Perger (1854–1911)
- Giovanni Battista Pergolesi (1710–1736)
- Achille Peri (1812–1880)
- Jacopo Peri (1561–1633)
- Albert Perilhou (1846–1936)
- Perissone Cambio (1520–1562)
- John MacIvor Perkins (1935)
- Coleridge-Taylor Perkinson (1932–2004)
- Piotr Perkowski (1901–1990)
- George Perle (1915–2009)
- George Perlman (1897–2000)
- Gianfranco Pernaiachi (1951)
- Perotinus Magnus (1180–1225)
- Giovanni Domenico Perotti (1762–1825)
- Luigi Perrachio (1883–1966)
- Perrin d'Angicourt (1245–1270)
- Geirge Frederick Perry (1793–1862)
- Julia Perry (1824–1979)
- William P. Perry (1930)
- John Persen (1941)
- Giuseppe Persiani (1799–1869)
- Mario Persico (1892–1977)
- Vincent Persichetti (1915–1987)
- Louis-Luc Loiseau de Persuis (1769–1819)
- Giacomo Antonio Perti (1661–1756)
- Jenö Pertis (1939–2007)
- Andrian Pertout (1963)
- Niccolò da Perugia (1300–1350)
- Giovanni Battista Pescetti (1704–1766)
- Martino Pesenti (1600–1648)
- Michele Pesenti (1470–1528)
- Gregor Peschin (1500–1547)
- Olavi Pesonen (1909–1993)
- Emile Pessard (1843–1917)
- Paolo Pessina (1969)
- Johann Friedrich Peter (1746–1813)
- Wilhelm Petersen (1890–1957)
- Wayne Peterson (1927)
- Wilhelm Peterson-Berger (1867–1942)
- Raymond Petit (1893–1976)
- Laurent Petitgirard (1950)
- Bohumír Cyril Petr (1905–1976)
- Goffredo Petrassi (1904–2003)
- Mikas Petrauskas (1873–1937)
- Errico Petrella (1813–1877)
- Petros Petridis (1892–1977)
- Basilius Petritz (1647–1715)
- Francesco Petrobelli (16??–1695)
- Andrej Pavlovič Petrov (1930–2006)
- Emil Petrovics (1930)
- Boris Petrowski (1963)
- Brizio Petrucci (1737–1828)
- Vilém Petrželka (1889–1967)
- Allan Pettersson (1911–1980)
- Svante Pettersson (1911–1993)
- Goffredo Pettrassi (1904–2003)
- Felix Petyrek (1892–1951)
- Antonín Petzold (1858–1931)
- Johannes Petzold (1912–1985)
- Johann Christoph Pez (1664–1716)
- Johann Christoph Pezel (1639–1694)

## Pf–Ph
- Philippe-Jacques Pfeffinger (1765–1821)
- Georges Jean Pfeiffer (1835–1908)
- Johann Pfeiffer (1697–1761)
- Hans Pfitzner (1869–1949)
- Andreas Pfluger (1941)
- Hans Georg Pfluger (1944–1999)
- André Danican Philidor (1647–1730)
- Anne Danican Philidor (1681–1728)
- Francois-André Danican Philidor (1726–1795)
- Jacques Philidor (1657–1708)
- Pierre Danican Philidor (1681–1731)
- Achille Philip (1878–1959)
- Isidore Philipp (1863–1958)
- Peter Philips (1561–1628)
- Burrill Phillips (1907–1988)
- Montague Phillips (1885–1969)
- Dominique Phinot (1510–1556)

## Pi
- Grigorij Pavlovič Piatigorskj (1903–1976)
- Carlo Alfredo Piatti (1822–1901)
- Domenico da Piacensa (1390–1470)
- Gaetano Piazza (1725–1775)
- Ástor Piazzola (1921–1992)
- Alessandro Piccinini (1566–1638)
- Luigi Piccinni (1764–1827)
- Niccolo Piccinni (1728–1800)
- Anthony Piccolo (1953)
- Marietta Piccolomini (1834–1899)
- Ermano Picchi (1811–1856)
- František Pickard (1873–1918)
- John Pickard (1963)
- Tobias Picker (1954)
- Riccardo Pick-Mangiagalli (1882–1949)
- Arthur Piechler (1886–1974)
- Gabriel Pierné (1863–1937)
- Paul Pierné (1874–1952)
- Giuseppe Pietri (1886–1946)
- Pietro Romulo Pignatta (16??–1699)
- Josef J. Pihert (1845–1911)
- František Pícha (1893–1964)
- Václav Pichl (1741–1805)
- Willem Pijper (1894–1947)
- Tibor Pikethy (1884–1972)
- Mario Pilati (1903–1938)
- Stanislaw Pilinski (1839–1905)
- Francis Pilkington (1570–1638)
- Fritz Pilsl (1933)
- Solomon Pimsleur (1900–1962)
- Pierre Pincemaille (1956-2018)
- Germain Pinel (1600–1661)
- Ernest Pingoud (1888–1942)
- Vlastimil Pinkas (1924)
- Daniel Pinkham (1923–2006)
- Alois Piňos (1925–2008)
- Ciro Pinsuti (1829–1888)
- Gyula Pinter (1954)
- Alfredo Pinto (1891–1968)
- George Frederick Pinto (1785–1806)
- Matthias Pintscher (1971)
- James Piorkowski (1956)
- Ljubomir Pipkov (1904–1974)
- Panajot Pipkov (1871–1942)
- Simeon Pironkov (1927–2000)
- Charles Piroye (1668–1717)
- Diego Pisador (1509–1557)
- Giuseppe Giorgio Pisani (1870–1929)
- Nicola Pisano (16??–17??)
- Johann Georg Pisendel (1687–1755)
- Adolf Piskáček (1873–1919)
- Paul Piskáček (1893–1990)
- Rudolf Piskáček (1884–1940)
- Francesco Pistocchi (1659–1726)
- Walter Piston (1894–1976)
- Thomas Pitfield (1903–1999)
- Francesco Piticchio (17??–17??)
- Gustavo Pittaluga (1906–1975)
- Georg Washington Pittrich (1870–1934)
- Antony Pitts (1969)
- John Michael Pitts (1976)
- Johann Peter Pixis (1788–1874)
- Ildebrando Pizzetti (1880–1968)
- Emilio Pizzi (1862–1940)
- Carlo Alberto Pizzini (1905–1981)

## Pl
- Jorgen Plaetner (1930–2002)
- Wolfgang Plagge (1960)
- Peteris Plakidis (1947)
- Yannick Plamondon (1970)
- Dominique-Charles Planchet (1857–1946)
- Jisef Antonín Plánický (1691–1732)
- Robert Planquette (1848–1903)
- Charles-Henri Plantade (1764–1839)
- Pietro Platania (1828–1907)
- Giovanni Benedetto Platti (1692–1763)
- Arild Plau (1920–2005)
- Juan Bautista Plaza (1898–1964)
- Ignaz Joseph Pleyel (1757–1831)
- Jan Plichta (1898–1969)
- Lynne Plowman (1969)
- Alanus Plumlovský (1703–1759)
- John Plummer (1410–1484)

## Po
- Franz Pocci (1807–1876)
- Alexandr Podaševský (1884–1955)
- Ludvík Podéšť (1921–1968)
- Jaromír Podešva (1927–2000)
- Alessandro Poglietti (1600–1683)
- Juhani Pohjanmies (1893–1959)
- Hannu Pohjannoro (1963)
- Seppo Pohjola (1965)
- David Pohle (1624–1695)
- Vladimir Vjačeslavovič Pochalskij (1848–1933)
- Ferdinand Poise (1828–1892)
- Johann Nepomuk Poissl (1783–1865)
- Antonín Pokorný (skladatel) (1890–1975)
- František Xaver Pokorný (1729–1794)
- Gotthard Pokorný (1733–1802)
- Petr Pokorný (1932)
- Girolamo Polani (16??–17??)
- Jan Nepomuk Polášek (1873–1956)
- Bruce Polay (1949)
- Ede Poldini (1869–1957)
- Dean Paul Poldowski (1879–1932)
- Tibor Polgar (1907–1993)
- Armande de Polignac (1876–1962)
- Vladimír Polívka (1896–1948)
- Valeri Poljakov (1913–1970)
- Antonio Pollarolo (1676–1746)
- Carlo Francesco Pollarolo (1653–1723)
- Francesco Pollini (1762–1846)
- Zdeněk Pololáník (1935)
- Jacques le Polonois (1550–1605)
- Leonid Alexejevič Polovinkin (1894–1949)
- Miroslav Ponc (1902–1976)
- Juan Ponce (1476–1520)
- Manuel Maria Ponce (1882–1948)
- José Maria Ponce de León (1846–1882)
- Gundaris Poné (1932)
- Zoltan Pongracz (1912–2007)
- Amilcare Ponchielli (1834–1886)
- Józef Michal Poniatowski (1816–1873)
- Charles Pons (1870–1957)
- Jose Pons (1768–1818)
- Roland Pöntinen (1963)
- Cipriano Pontoglio (1831–1892)
- Giuseppe Ponzo (17??–17??)
- Geoffrey Poole (1949)
- Marcel Poot (1901–1988)
- Doru Popovici (1932)
- František Ludvík Poppe (1671–1730)
- David Popper (1843–1913)
- Stefan Poradowski (1902–1967)
- Pietro Porfirii (16??–17??)
- Nicola Porpora (1686–1768)
- Domenico Porretti ([[]]–1783)
- Ennio Porrino (1910–1959)
- Giuseppe Porsile (1680–1750)
- Bernanrdo Porta (1758–1829)
- Constanzo Porta (1528–1601)
- Giovanni Porta (1675–1755)
- Quincy Porter (1897–1966)
- Marcos Antonio Portugal (1762–1830)
- Ciprian Porumbescu (1853–1883)
- Hans Poser (1917–1970)
- Juraj Pospíšil (1931–2007)
- Karel Pospíšil (1867–1929)
- Wilhelm Posse (1852–1925)
- Franz Posselt (1729–1801)
- Franz Alexander Possinger (1767–1827)
- David Postránecký (1975)
- Archibald James Potter (1918–1980)
- Jean Poueigh (1876–1958)
- Arthur Pougin (1834–1921)
- Francis Poulenc (1899–1963)
- Henri Pousseur (1929–2009)
- Joseph Pouteau (1739–1823)
- John Powell (1882–1963)
- Mel Powell (1923–1998)
- Leonel Power (1370–1445)
- Teobaldo Power (1848–1884)
- Heikki William Poyhtari (1880–1954)
- Adolf Albert Pozděna (1836–1900)
- John Pozdro (1923)

## Pr–Př
- Jan Bohumír Práč (1750–1818)
- Bartholomaeus Praetorius (1590–1623)
- Hieronymus Praetorius (1560–1629)
- Michael Praetorius (1571–1621)
- Lutz Landwehr von Pragenau (1963)
- Robert Pracht (1878–1961)
- Ernst Prappacher (1927)
- Francesco Balila Pratella (1880–1955)
- Alesio Prati (1750–1788)
- Silas G. Pratt (1846–1916)
- Ugis Praulinš (1957)
- Václav Praupner (1745–1807)
- Arnošt Praus (1873–1907)
- Luca Antonio Predieri (1688–1767)
- Peter Prelleur (17??–17??)
- Stanko Premrl (1880–1965)
- Jorgen Presten (?–1553)
- Thomas Preston (?–1559)
- Andre Previn (1929)
- Eugéne-Prosper Prévost (1809–1872)
- Claude Prey (1925–1998)
- Florence Beatrice Price (1887–1953)
- Lucian Abramovič Prigožin (1926)
- James Primosch (1956)
- Yves Prin (1933)
- Samuel Maynez Prince (1886–1965)
- Klaus Pringsheim (1883–1972)
- Johannes Prioris (1485–1512)
- Karl Prohaska (1869–1927)
- Heinrich Proch (1809–1878)
- Antonín Procházka (1901-1981)
- Jan Procházka (1853–1931)
- Josef Procházka (1874–1956)
- Ladislav Prokop Procházka (1872–1955)
- Rudolf František Procházka (1864–1936)
- Sergej Prokofjev (1891–1953)
- Trajko Prokopjev (1909–1979)
- Girard de Propiac (1759–1923)
- Carl Proske (1794–1861)
- Toma Prošev (1931–1996)
- Félix-Jean Prot (1747–1823)
- Gabriele Prota (1755–1843)
- Ignazio Prota (1690–1748)
- Tommasso Prota (17??–1768)
- Richard Proulx (1937–2010)
- Alois Provazník (1856–1938)
- Anatol Provazník (1887–1950)
- Bernfried Pröve (1963)
- Francesco Provenzale (1626–1704)
- Adolf Průcha (1837–1885)
- Stephen Prutsman (1960)
- Bronislaw Kazimierz Przybylski (1941)
- Zbyněk Přecechtěl (1916–1996)
- Váša Příhoda (1900–1960)

## Ps–Py
- John Psathas (1966)
- Marta Ptaszynska (1943)
- Domenico Puccini (1772–1815)
- Giacomo Puccini (1858–1924)
- Michele Puccini (1813–1864)
- Vincenzo Pucitta (1778–1861)
- Salvador Pueyo (1935)
- Loisa Puget (1810–1889)
- Paul-Charles-Marie Puget (1848–1917)
- Gaetano Pugnani (1731–1798)
- Cesare Pugni (1802–1870)
- Raul Pugno (1852–1914)
- Emilio Pujol (1886–1980)
- Joan Pau Pujol (1570–1626)
- Uljas Pulkkis (1975)
- Pietro Pulli (1710–1759)
- Giovanni Punto (1746–1803)
- Daniel Purcell (1664–1717)
- Edward C. Purcell (?–1932)
- Henry Purcell (1659–1695)
- Charles Henry Purday (1799–1855)
- Richard Purvis (1913–1994)
- Lev Nikolajevič Pušnov (1891–1959)
- Kevin Puts (1972)
- Eduard Putz (1911–2000)
- Marco Pütz (1958)
- Veli-Matti Puumala (1965)
- Richard Pygott (1485–1549)
- Tauno Kullervo Pylkkänen (1918–1980)